# Remember That
«Remember That» —en español: «Recuerda eso»— es una canción pop-country interpretada por la cantante estadounidense Jessica Simpson e incluida originalmente en su sexto álbum de estudio, Do You Know (2008). Compuesta por Rachel Proctor, Victoria Banks y producida por Brett James y John Shanks fue lanzada el 29 de septiembre de 2008 como segundo sencillo de Do You Know por el sello Columbia Nashville, sucediendo del éxito moderado de «Come On Over» Aunque la canción «Pray Out Loud» había sido ideada para ello, los ejecutivos de la disquera escogieron a «Remember That». Con ello, «Remember That» se convirtió en el decimocuarto sencillo de Jessica Simpson en los Estados Unidos. En términos musicales, «Remember That» es una canción pop-country, en letra del sencillo se refleja una historia de ira, la violencia y la fuerza que le toma a la víctima a abandonar el abusador. 
El sencillo fue programado para ser lanzado en el Reino Unido en febrero de 2009, pero fue cancelada debido a que no se realizó video musical oficial. En Estados Unidos, alcanzó la posición número uno de la lista Billboard Bubbling Under Hot 100, que equivale al número 101 de Billboard Hot 100. Se posicionó en el puesto cuarenta y dos en Billboard Country Songs esa misma semana debutó en Canadian Hot 100 en el puesto ochenta y ocho. 

## Antecedentes del tema
Después del éxito de «These Boots Are Made for Walkin'», canción la cual incorpora elementos de la musical country. En diferentes oportunidades Simpson expreso de le gustaría grabar un álbum de estudio totalmente en dicho género musical. A inicios de 2008, Joe Simspon padre y mánager de la cantante, reveló que Jessica se encontraba preparando para el proceso de grabación de un álbum country. En febrero de 2008, viajó a Nashville, Tennessee, casa musical de este género, para iniciar el proceso de grabación. Para mayo de este mismo año se supo que este álbum sería lanzado bajo el sello musical Columbia Nashville.
«Remember That» fue coescrito por los escritores de música country Rachel Proctor y Victoria Banks, producida por Brett James y John Shanks también trabajo con Jessica en el primer sencillo del álbum, «Come On Over». La canción es una balada pop country, con una duración de tres minutos y cuarenta y cuatro segundos. «Remember That» es de medio tiempo, respaldada por banjo y guitarra. La canción se enfoque en la historia de la ira, la violencia y la fuerza que le toma a la víctima para dejar al abusador. En «Remember That», canta, "It doesn’t matter how he hurts you / With his hands or with his words / You don’t deserve it / It ain’t worth it / Take your heart and run."

## Recepción

### Crítica
Kevin John Coyne de Country Universe dio a la canción un B-, diciendo que "el segundo sencillo country de Jessica Simpson es mucho mejor que el primero", aunque criticó la lírica final y la producción. 

### Comercio
«Remember That» fue lanzado como sencillo el 29 de septiembre de 2008, en los Estados Unidos. Para la semana en la lista del 20 de diciembre de 2008, debutó en el n.º 42 en Billboard Country Songs, convirtiéndose en el debut más alto en esa lista en su carrera. Allí se mantuvo durante 10 semanas. La canción no logró entrar a Billboard Hot 100, pero si alcanzó la posición n.º 1 de la lista Billboard Bubbling Under Hot 100, que equivale al n.º 101 de Billboard Hot 100. 
El sencillo tuvo un éxito moderado en las listas de música country. El 27 de septiembre de 2008, «Remember That» debutó en Billboard Digital Songs en el n.º 67 sólo en descargas. En Canadá la canción se posicionó en el n.º 88. El sencillo fue programado para ser lanzado en el Reino Unido en febrero de 2009, pero fue cancelado debido a que no hay vídeo oficial.

### Promoción
Jessica promovido la canción en Good Morning America, Grand Ole Opry, The View, The Early Show y The Ellen DeGeneres Show. 

## Canciones
- Digital download.

1. «Remember That» - 3:44

## Créditos
Personas
| *Escritores:– Rachel Proctor & Victoria Banks - Producción:– Brett James & John Shanks - Voz principal:- Jessica Simpson |

## Listas
| Listas (2008)                                     | Mejor posición |
| ------------------------------------------------- | -------------- |
| Canadá (Canadian Hot 100)                         | 88             |
| Canadá (Hot Canadian Digital Singles)             | 68             |
| Estados Unidos (Billboard Bubbling Under Hot 100) | 1              |
| Estados Unidos (Billboard Digital Songs)          | 67             |
| Estados Unidos (Billboard Country Songs)          | 42             |
| Ucrania (FDR Pop Charts)                          | 3              |